# Land (film 2021)
Land è un film del 2021 diretto ed interpretato da Robin Wright, al suo debutto da regista cinematografica.

## Trama
Dopo aver perso tragicamente il marito e il giovane figlio, Edee Holzer sprofonda nella depressione, cercando inutilmente conforto in terapia e parlando con la sorella. Confida così di non riuscire più a stare in mezzo alla gente e alla sorella dichiara addirittura di volersi suicidare. Decide dopo qualche tempo di trasferirsi nel Wyoming, dove acquista una piccola baita isolata per vivere in totale solitudine senza alcuna comodità moderna che la colleghi alla civiltà. 
A causa della sua mancata esperienza, si trova subito in difficoltà anche solo nel procurarsi la legna da ardere e il cibo. Le cose peggiorano quando un orso fa razzia della baita, distruggendo quasi tutte le provviste. Edee ha una crisi e rimane senza mezzi per sostentarsi, non potendo accendere nemmeno un fuoco per scaldarsi. Dopo aver fallito nel tentativo di cacciarsi del cibo, quasi si spara, ma desiste pensando alla sorella, che l'aveva pregata di non farsi del male.  
Successivamente, Edee si ferisce mentre cerca di riparare il tetto. Viene ritrovata in fin di vita nella baita da due amici, il cacciatore locale Miguel e l'infermiera Alawa, che la curano e riportano in salute. Miguel aiuta Edee a sviluppare le sue capacità di sopravvivenza nei boschi, insegnandole a cacciare nelle varie stagioni. I due stringono così un'amicizia, accomunati dall'aver perso le loro famiglie: Miguel racconta a Edee che sua moglie e la figlia sono morte in un incidente d'auto, mentre Edee resta vaga nel parlare del marito e del figlio, temendo che Miguel cerchi la sua identità su Internet. 
Qualche tempo dopo, Miguel affida a Edee il suo cane mentre lui si assenta con la scusa del lavoro. Dopo qualche mese, Edee si preoccupa, quindi decide di tornare in città per cercare Miguel. Rintraccia Alawa che la porta da Miguel, il quale è costretto a letto e sta morendo per un cancro alla gola. Rivela a Edee che in passato era un alcolista ed è stato lui a causare l'incidente in cui è morta la sua famiglia. A sua volta, Edee racconta a Miguel di aver perso il marito e il figlio in una sparatoria durante un concerto. Lo ringrazia per averle restituito la voglia di vivere, dopodiché se ne va e chiama la sorella per la prima volta dal suo arrivo nel Wyoming.

## Produzione
Le riprese del film sono iniziate nell'ottobre 2019 nella provincia canadese dell'Alberta.

## Promozione
Il primo trailer del film è stato diffuso il 21 dicembre 2020.

## Distribuzione
La pellicola è stata presentata al Sundance Film Festival il 31 gennaio 2021 e distribuita nelle sale cinematografiche statunitensi a partire dal 12 febbraio 2021.

## Accoglienza

### Critica
Grazie al film, la regista Robin Wright è stata inserita da Peter Debruge, critico di Variety, nella lista dei dieci registi più promettenti da tenere d'occhio per il futuro.